# Singin' in the Rain (musikal)
Singin' in the Rain är en musikal baserad på ett manus av Betty Comden och Adolph Green, text av Arthur Freed och musik av Nacio Herb Brown. Ursprungligen baserad på filmen med samma namn från 1952. Scenuppsättningen av musikalfilmen hade ursprungligen premiär 1983 på London Palladium i London där den spelades i två år och tre månader. Den har sedan dess spelats på många teaterscener världen över. 

## Handling
Musikalen utspelar sig 1927, när ljudfilmen slog igenom. Don Lockwood är en stumfilmsstjärna i Hollywood, som mest spelar i romantiska matinéfilmer. Oftast spelar han mot den blonda divan Lina Lamont, som tror sig vara hans flickvän och framtida fru. Efter premiären av "De kungliga skojarna", ännu en stor succé, bestämmer han sig för att byta kläder med sin bästa vän, Cosmo Brow, för att slippa fansen och låta sin vän få pröva på hur det känns att vara känd. Detta lyckas dock inte, och på väg till festen i Beverly Hills överrumplas han ändå av fans. Han ser en kvinna sitta på en bänk och söker "skydd" hos henne genom att säga att han inte är Don Lockwood och att hon är hans fru. Fansen går på det, men kvinnan tar illa vid sig och ropar på en polis, som dock genast känner igen Don och endast frågar om han kan stå till tjänst med något. Kvinnan förstår nu att Don är Don Lockwood, och presenterar sig själv. Hon heter Kathy Selden och är teaterskådespelerska. Hon säger att hon inte är imponerad av honom och tycker att "Har man sett en film har man sett allihop" (vilket det framkommer senare att hon inte menar, då hon sett minst 8 stycken av hans filmer). På festen träffas de två på nytt och det visar sig att Kathy är danserska i kvällens show. Don har blivit störtförälskad i henne, och försöker närma sig henne. Lina Lamont upptäcker honom dock, och säger åt Kathy att lämna honom ifred. Kathy blir sur och börjar lämna salen, men Don ropar henne tillbaka. Hon tar då en tårtbit för att kasta på honom, men han drar sig undan och istället får Lina tårtbiten i ansiktet, vilket gör att hon blir helt ifrån sig. Kathy försvinner spårlöst från festen, men Don kan inte glömma bort henne, och tänker knappt på något annat än henne i veckor efteråt.
När bolaget håller på att spela in sin nästa film, "Den duellerande kavaljeren", kommer det nya order från filmbolagschefen R.F. Simpson. Den första ljudfilmen, Jazzsångaren, har nyligen gjort succé, och därför måste de också spela in en ljudfilm. Under inspelningen visar det sig att Kathy jobbar som statist i samma film, och Don och Kathy blir ett par. Problemet med filmen är bara att Lina Lamont har en otroligt hemsk röst, som inte går ihop med hennes fagra utseende. Hon har också mycket svårt att förstå hur man pratar rätt i en mikrofon, och pratar dessutom väldigt grammatiskt inkorrekt, varför hon får hjälp av en talpedagog (en inte alltför begåvad sådan), men till ingen nytta. Dons vän Cosmo Brown föreslår att de istället ska göra en musikal, "Den dansande kavaljeren", och att Kathy dubbar Lamonts röst för att rädda filmen och samtidigt göra Selden till stjärna. Men Lina anar vad som är på gång och gör allt för att stoppa deras planer.

## Musiknummer (svenska)
Akt I
- Overture
- Han är min skugga -  Ung Don, Ung Cosmo
- Tango Temptation - Kvinnlig Sånggrupp
- En dröm om dig -  Kathy, Ensemble
- Ge'rom skratt -  Cosmo
- Min Lyckodag -  Kathy
- Du är tänkt för mig -  Don
- Greta får Veta -  Don, Cosmo
- God Morgon -  Don, Cosmo, Kathy
- Singin' in the rain -  Don

Akt II
- Entracte
- Gör du som han -  Lina, Kathy
- Du är tänkt för mig (repris) -  Don
- Vad är det för fel på mig -  Lina
- Broadway Melody -  Don, Cosmo, Kathy, Ensemble
- Singin in the rain - Lina (Kathy)
- En dröm om dig (repris) - Don, Kathy

## England
I originaluppsättningen i London 1983 medverkade Tommy Steele (Don), Roy Castle (Cosmo), Danielle Carson (Kathy) och Sarah Payne (Lina).

## Sverige
Hösten 2006 sattes den upp på Oscarsteatern i Stockholm där den spelades till och med våren 2008. Till hösten år 2007 byttes dock några i ensemblen ut, bland andra Sissela Kyle, som ersattes av Maria Lundqvist. Under sommaren 2008 spelades den på Scandinavium i Göteborg. Musikalen hade nypremiär i Stockholm den 4 februari 2010. Spelas även på Malmö opera och musikteater under hösten, from 21 augusti 2010. UnderhållningsPatrullen sätter år 2018 upp musikalen på Kristianstads teater med premiär 22 september.  
På Guldmaskenutdelningen 2007 satte uppsättningen på Oscarsteatern nytt rekord, när den kammade hem hela 9 guldmasker av 9 möjliga.

### Svensk rollista
- Don Lockwood - Rennie Mirro
- Cosmo Brown - Karl Dyall
- Kathy Selden - Hanna Lindblad (hösten 2006-våren 2010); Lisette Pagler (Hösten 2010)
- Lina Lamont - Sissela Kyle (hösten 2006-våren 2007); Maria Lundqvist (hösten 2007-våren 2010); Hege Schøyen (from. mars 2010); Anette Friberg (Hösten 2010)
- Roscoe Dexter (regissören) - Johan Rheborg (2006-2008 samt from mars 2010); Henrik Dorsin (våren 2010); Lars Humble (Hösten 2010)
- R.F Simpson (filmbolagsdirektören) - Allan Svensson
- Miss Dinsmore (talpedagogen) - Gerd Hegnell (2006-2008); Monica Nielsen (våren 2010); Marianne Mörck (hösten 2010, även regi)
- Dora Baily - Ewa Roos (hösten 2006-våren 2010); Lotta Thorell (hösten 2010)